# ملتقى عالم الهاتف النقال
مؤتمر الجوالات العالمي (بالإنجليزية: Mobile World Congress)‏ والذي يعرف باختصار MWC هو أكبر مؤتمر في العالم لإعلان جديد الشركات المتعلقة بالاتصالات وتقنيتها كالجوالات والأجهزة اللوحية. بدأ المؤتمر في البداية تحت مستمى النظام العالمي للإتصالات المتنقلة ومن ثم تم تغيير الاسم إلى (3GSM) بعد دخول تقنية الجيل الثالث للعالم.. ولا زال هناك البعض ممن يطلقون عليه (3GSM) ولكن أعتمد اختصار (MWC) كاختصار لمؤتمر الجوالات العالمي..
المؤتمر يعقد بشكل سنوي في شهر فبراير من كل عام.. ومنذ نشأته وهو يعقد في إسبانيا وتحديداً في مدينة برشلونة.. يحصد حضوراً ضخماً فمنذ البداية وحتى عام 2006 كان يقدر عدد الحضور لهذه المؤتمر بما يتراوح منا بين 50.000 – 60.000 شخص.. وبعد عام 2006م إزدادت الأعداد وأصبح يحضره من أكثر من 200 دولة حول العالم..
وفي عام 2011م اعتمدت مدينة برشلونة هي المستضيف لهذا الحدث العالمي حتى عام 2018م.. ومن ثم سيتم اختيار مدينة ودولة جديدة لاحتضان هذا المؤتمر.. وهذا العام سيعقد المؤتمر ابتداءً من 27 فبراير حتى الأول من مارس.

## أبرز الأجهزة التي ظهرت في هذا المؤتمر
- جهاز إتش تي سي ليجند وإتش تي سي ديزاير في عام 2010م..
- جهاز سامسونج الشهير الجالكسي اس 2 في عام 2011م..
- سوني اريكسون بجهاز (Xperia Play) في 2011م..
- مجموعة إل جي أصدرت في ذات العام جهاز (Optimus 3D) و(Optimus Pad)..

## وصلات خارجية
- الموقع الرسمي للملتقى
- ماذا يعني «مؤتمر الجوالات العالمي - MWC» ؟